# Coloradoa indica
Coloradoa indica är en insektsart. Coloradoa indica ingår i släktet Coloradoa och familjen långrörsbladlöss. Inga underarter finns listade i Catalogue of Life.